# Ричард Кондън
Ричард Кондън (на английски: Richard Condon) е американски писател на бестселъри в жанра политически трилър.

## Биография и творчество
Ричард Томас Кондън е роден на 18 март 1915 г. в Ню Йорк, САЩ, в семейството на Ричард Алойзиъс и Марта Ирене Кондън. Завършва гимназия в Ню Йорк и служи в Търговския флот на САЩ.
След напускането на флота в периода 1936-1941 г. работи като писател на реклами и публицист в Ню Йорк и Холивуд, Калифорния, за компанията „Уолт Дисни“. В периода 1941-1945 г. работи за компанията „Twentieth Century Fox“, в периода 1945-1948 г. основава и работи в собствената си фирма „Richard Condon, Inc.“, в периода 1948-1953 г. за компанията „Paramount Pictures“, а в периода 1953-1957 г. за „United Artists“.
На 14 януари 1938 г. се жени за Евелин Роуз Хънт, с която имат 2 деца – Дебора Уелдън и Уенди Джаксън.
През 1957 г. решава да промени живота си и да започне да пише, за които получава подкрепата на шефа си Макс Янгстайн от „United Artists“. Първият му роман „The Oldest Confession“ (Последната изповед) е публикуван през 1958 г. През 1961 г. той е екранизиран във филма „The Happy Thieves“ с участието на Рита Хейуърт и Джоузеф Уайзман.
През 1959 г. е публикуван политическият му трилър „The Manchurian Candidate“. Той става международен бестселър и го прави известен. През 1962 г. е екранизиран във филма „Манджурският кандидат“ с участието на Франк Синатра, Лорънс Харви и Джанет Лей. През 2004 г. е направен много успешния римейк на филма с участието на Дензъл Уошингтън, Лив Шрайбър и Мерил Стрийп.
След продажбата на правата за романа „Манджурският кандидат“ писателят се премества със семейството си да живее в Мексико, Испания, Ирландия и Швейцария. През 1980 г. се завръща в САЩ.
През 1974 г. е публикуван политическият му трилър „Winter Kills“ (Зимни убийства) посветен на мистерията с убийството на президента Джон Кенеди. Романът е екранизиран през 1979 г. в едноименния филм с участието на Джеф Бриджис, Джон Хюстън и Антъни Пъркинс.
През 1982 г. е публикуван първия му трилър „За честта на Прици“ от известната му поредица посветена на мафията в Америка. През 1985 г. романът е екранизиран във филма „Честта на фамилията Прици“ с участието на Джак Никълсън, Катлийн Търнър и Робърт Лоджия. За него писателят изготвя и сценария. Филмът е удостоен с награда БАФТА за най-добре адаптиран сценарий и има номинация за „Оскар“.
Ричард Кондън умира на 9 април 1996 г. в Далас, Тексас.

## Произведения

### Самостоятелни романи
- The Oldest Confession (1958)
- Манджурският кандидат, The Manchurian Candidate (1959)
- Some Angry Angel (1960)
- A Talent for Loving (1961) – издаден и като „The Great Cowboy Race“
- An Infinity of Mirrors (1964)
- Any God Will Do (1966)
- The Ecstasy Business (1967)
- Mile High (1969)
- The Vertical Smile (1971)
- Arigato (1972)
- Winter Kills (1974)
- The Star-spangled Crunch (1975)
- Money is Love (1975)
- The Whisper of the Axe (1976)
- The Abandoned Woman (1977)
- Bandicoot (1978)
- Death of A Politician (1978)
- The Entwining (1980)
- A Trembling Upon Rome (1983)
- Emperor of America (1990)
- The Final Addiction (1991)
- The Venerable Bead (1992)

### Серия „Прици“ (Prizzi)
1. Prizzi's Honor (1982)
За честта на Прици, изд.: „Иван Вазов“, София (1993), прев. Кунка Христова
2. Prizzi's Family (1986)
Фамилията Прици, изд.: „Иван Вазов“, София (1993), прев. Емилия Георгиева
3. Prizzi's Glory (1988)
Славата на Прици, изд.: „Иван Вазов“, София (1993), прев. Мария Дончева
4. Prizzi's Money (1994)

### Документалистика
- And Then We Moved to Rossenara: or, The Art of Emigrating (1973)
- The Mexican Stove: What to Put on It and in It (1973) – с Уенди Джаксън

### Екранизации
- 1961 The Happy Thieves – по романа „The Oldest Confession“
- 1962 Манджурският кандидат, The Manchurian Candidate – по романа
- 1969 A Talent for Loving – по романа
- 1979 Зимни убийства, Winter Kills – по романа
- 1985 Честта на фамилията Прици, Prizzi's Honor – по романа, сценарий
- 2004 Манджурският кандидат, The Manchurian Candidate – филм по романа